# Valle d'Aosta Open 2011
Il Valle d'Aosta Open 2011 è stato un torneo professionistico di tennis maschile giocato sul cemento. È stata la 1ª edizione del torneo, che fa parte dell'ATP Challenger Tour nell'ambito dell'ATP Challenger Tour 2011. Si è giocato a Courmayeur in Italia dal 31 gennaio al 6 febbraio 2011.

## Partecipanti

### Teste di serie
| Giocatore   | Nazionalità    | Ranking* | Testa di serie |
| ----------- | -------------- | -------- | -------------- |
| Italia      | Simone Bolelli | 104      | 1              |
| Belgio      | Olivier Rochus | 111      | 2              |
| Lussemburgo | Gilles Müller  | 122      | 3              |
| Francia     | Nicolas Mahut  | 132      | 4              |
| Francia     | Benoît Paire   | 145      | 5              |
| Slovacchia  | Martin Kližan  | 156      | 6              |
| Polonia     | Jerzy Janowicz | 159      | 7              |
| Francia     | Vincent Millot | 160      | 8              |

- Ranking al 17 gennaio 2011.

### Altri partecipanti
Giocatori che hanno ricevuto una wild card:
- Claudio Grassi
- Tommaso Metti
- Luca Vanni
- Matthieu Vierin

Giocatori che hanno ricevuto una special entrants:
- Alexander Sadecky
- Nicolas Renavand

Giocatori passati dalle qualificazioni:
- Laurynas Grigelis
- Gianluca Naso
- Clément Reix
- Élie Rousset
- Andrea Stoppini (Lucky Loser)

## Campioni

### Singolare
Nicolas Mahut ha battuto in finale  Gilles Müller con il punteggio di 7–6(4), 6–4

### Doppio
Marc Gicquel /  Nicolas Mahut hanno battuto in finale  Olivier Charroin /  Alexandre Renard con il punteggio di 6–3, 6–4